# Qualitat de servei
La qualitat de servei (Quality of Service QoS en anglès) és el conjunt d'estàndards i mecanismes que realitza el control de reserves dels recursos de la xarxa, en el camp de les xarxes de commutació per paquets. Aquest control permet assolir una millor qualitat, però el terme no es refereix a la qualitat en si. QdS és la possibilitat d'assignar diferents prioritats a diferents aplicacions, usuaris, fluxos de dades... Les garanties que ofereix QdS són importants si la capacitat de la xarxa és insuficient, especialment per aplicacions en temps real, casos on es necessita un flux de bits constant i hi ha poca tolerància al retard. Una xarxa o protocol que suporti QdS ha d'estar d'acord amb la quantitat de trànsit que generi l'aplicació i reservar capacitat als nodes de la xarxa. Això es pot fer durant l'establiment de sessió, i durant la sessió monitorar paràmetres com la quantitat de dades o retard i, dinàmicament realitzar el control als nodes. Un servei tant-com-puc (best-effort) no suporta QdS. Una alternativa a la complexitat dels mecanismes QdS és proveir de comunicacions d'alta qualitat sobre una xarxa tant-com-puc, de manera que es doni la capacitat suficient com per suportar pics en el trànsit. En el camp de la telefonia, la QdS es va definir a l'estàndard de la Unió Internacional de Telecomunicacions X.902 com “Un conjunt de requisits de qualitat en el comportament col·lectiu d'un o més objectes”. QdS compren requeriments de tots els aspectes de la connexió, com la resposta del servei en temps, les pèrdues, relació senyal a soroll, eco, interrupcions, resposta en freqüència... QdS a vegades s'utilitza com una mesura de qualitat, amb moltes definicions alternatives, més que no pas com la capacitat de reservar recursos. La qualitat de servei a vegades es refereix al nivell de qualitat de servei. Sovint es confon un QdS alt amb aconseguir un servei de bona qualitat, per exemple taxes de bit altes o baixa probabilitat d'error de bit.

## Problemes
Quan fou desenvolupat Internet li mancava l'habilitat de proporcionar garanties de QdS a causa dels límits de poder de computació dels encaminadors. La xarxa funcionava amb el nivell per defecte de QdS, tant-com-puc. Hi havia quatre bits de Tipus de Servei i tres de Precedència a cada missatge, però eren ignorats. Aquests bits es van tornar a definir més tard com a DiffServ Code Points (DSCP) i ara són de gran utilitat en la Internet moderna. En les xarxes de commutació per paquets, la qualitat de servei es veu afectada per diversos factors, els quals poden ser dividits en factors humans i factors tècnics. Els factors humans inclouen: l'estabilitat de servei, disponibilitat del servei, retards, informació d'usuari. Els factors tècnics inclouen: confiança, escalabilitat, efectivitat, capacitat de manteniment... Poden passar moltes coses als paquets mentre viatgen de l'origen a la destinació, resultant en els següents problemes vistos des del punt de vista de l'emissor o del receptor:
- Pèrdua de paquets: pot passar que per problemes de congestió als encaminadors es vegin obligats a descartar un paquet.
- Retard: un paquet es pot quedar encallat en una cua o pot prendre un camí més llarg per evitar la congestió.
- Jitter o retard variable: Els paquets probablement arribin al destí amb diferents retards, això afecta especialment a l'streaming d'àudio i/o vídeo.
- Entrega desordenada: L'elecció de diferents camins fa que un paquet que s'ha enviat més tard arribi abans que el primer, serà responsabilitat del receptor tornar-los a ordenar a partir de les eines que els protocols proporcionen.
- Error: a vegades els paquets s'encaminen erròniament o es combinen mentre estan en ruta. El receptor ha de ser capaç de detectar-ho i demanar un nou enviament.

## Aplicacions que requereixen QdS
Diferents tipus de dades en una xarxa poden necessitar una Qualitat de Servei determinada. A continuació es citen una sèrie d'aplicaions que utilitzen Qualitat de Servei segons el tipus de dades:
- Aplicacions multimèdia que utilitzen streaming, necessiten garantir un flux de dades per assegurar un nivell mínim de qualitat.
- Proveïdors de serveis que ofereixen serveis de IPTV.
- Telefonia IP o Veu per IP (VoIP) necessita uns limits estrictes de jitter i delay per al seu correcte funcionament.
- Les videoconferències necessiten també uns nivells mínims de jitter i latència.
- Senyals d'alarma.
- Jocs on-line de múltiples jugadors en temps reals. Si manca la Qualitat de Servei es poden produir retards.
- Protocols d'Ethernet industrials com ara Ethernet/IP que s'utilitzen en controls de maquinària en temps real.

Aquests tipus de serveis s'anomenen inelàstics, ja que necessiten una amplada de banda mínim i no poden superar cert nivell de retard, latència o jitter per a funcionar.
D'altra banda existeixen aplicacions elàstiques on l'amplada de banda pot ser variable i no són tant sensibles als diferents retards. Per exemple les aplicacions que treballen amb protocol TCP/IP normalment són elàstiques.

## Obtenció de QdS
- Per avançat: En una xarxa on intervinguin clients i servidors es necessita un sistema de QdS que garanteixi uns limits de flux de dades i latència, prioritzant un tipus de dades o un altre, segons un acord entre clients i servidor.
- Reserva de recursos: Es reserven recursos segons s'estableixi cada pas en una xarxa informàtica. Un exemple seria RSVP (Resource Reservation Protocol), Protocol de Reserva de Recursos.

## Mecanismes de QdS
Els mecanismes de qualitat de serveis són diversos. Podríem dir que el més bàsic i simple a nivell d'implementació és sobredimensionar amb un marge de seguretat adient els recursos de la xarxa, per tal que aquests puguin fer front els moments de pic màxim de trànsit. Aquest mecanisme és simple i econòmic per a xarxes amb un trànsit predictible i una càrrega de trànsit reduïda, en les quals tenim uns requeriments realitzables.
L'ordre de magnituds a l'hora de sobredimensionar una xarxa per tal de garantir la QdS depèn directament del nombre d'usuaris i del seu consum de trànsit. En molts casos, com és el cas de la xarxa mare de commutació de paquets, Internet, les seves característiques fan inviable la possibilitat de sobredimensionar la xarxa, sobretot en un hipotètic futur on les comunicacions VoIP siguin més comuns.
D'altra banda algunes empreses o organitzacions que treballen en banda estreta el cost de disposar de banda ampla pot ser prohibitiu. En aquestes situacions s'acostuma a adoptar dues filosofies.
Els primers treballs en aquest àmbit van utilitzar IntServ, basat en el fet que les aplicacions utilitzessin el Protocol de reserva de recursos (RSVP) per tal de demanar i reservar recursos a través de la xarxa. Tot i que els mecanismes IntServ funcionaven, es podia apreciar que a les xarxes de banda ampla típiques de grans proveïdors, els encaminadors del nucli havien de gestionar una gran quantitat de reserves (de l'ordre de 10³ o 10⁴). Per aquestes raons es va creure que aquesta aproximació no seria escalable de cara al creixement imminent d'Internet, a més aquesta filosofia era contrària a la tendència a deisenyar xarxes on els encaminadors del nucli haguessin de realitzar les mínimes funcions possibles per tal de no introduir més retards.
La segona filosofia és el conjunt de mecanismes DiffServ o serveis diferenciats. Aquesta filosofia, actualment acceptada, basa el seu funcionament a marcar els paquets segons el tipus de servei que necessiten. Tenint en consideració aquestes marques, els encaminadors i commutadors usen diverses estratègies d'encuament per aproximar l'actuació als requeriments. Els encaminadors que suporten DiffServ utilitzen diverses cues per als paquets que esperen ser transmesos. Els distribuïdors d'encaminadors ofereixen diferents característiques per configurar el seu comportament, tals com el nombre de cues suportades, les prioritats relatives de les cues i la banda reservada per a cada cua.
Quan un paquet s'ha de transmetre amb usant DiffServ, els paquets que requereixen un menor retard o jitter (com VoIP o VTC) reben una prioritat més alta respecte altres paquets. Normalment, es reserva una amplada de banda per als missatges de control per defecte de la xarxa (per exemple ICMP) mentre a la resta d'amplada de banda se li aplica únicament un servei tant-com-puc.
Com s'ha mencionat, encara que DiffServ és la filosofia més acceptada avui dia i s'utilitza en algunes empreses amb un cert grau de sofisticació, encara no ha sigut àmpliament aplicada a Internet.

## Nivells de prioritat de QdS
| Nivell de prioritat | Tipus de trànsit |
| ------------------- | ---------------- |

| 0 (més baix) | Tant-com-puc |
| ------------ | ------------ |

| 1 | Amplada de banda de "fons" |
| - | -------------------------- |

| 2 | Estàndard |
| - | --------- |

| 3 | Càrrega excel·lent |
| - | ------------------ |

| 4 | Càrrega controlada (Reproducció en temps real de multimèdia) |
| - | ------------------------------------------------------------ |

| 5 | Veu i vídeo (Veu i continguts interactius) [Menys de 100ms de latència] |
| - | ----------------------------------------------------------------------- |

| 6 | Capa 3 trànsit reservat al control de xarxa [Menys de 10ms de latència] |
| - | ----------------------------------------------------------------------- |

| 7 (més alt) | Capa 2 trànsit reservat al control de xarxa [Latencia més baixa] |
| ----------- | ---------------------------------------------------------------- |

## Protocols que proporcionen QdS
- El camp Type of Service (TOS) de la capcelera IP (ara suplantat pels DiffServ)
- Els serveis IP Diferenciats (DiffServ)
- Els serveis IP Integrats (IntServ)
- Resource reSerVation Protocol (RSVP)
- Multiprotocol Label Switching (MPLS) proporciona 8 classes de QdS
- RSVP-TE
- Frame relay
- X.25
- Alguns mòdems ADSL
- Asynchronous Transfer Mode (ATM)
- IEEE 802.1p
- IEEE 802.1Q
- IEEE 802.11e
- IEEE 802.11p
- HomePNA Xarxa a les cases per cable coaxial i cable de telèfon
- L'estàndard ITU-T G.hn proporciona QdS mitjançant "Contention-Free Transmission Opportunities" (CFTXOPs) que són designats en corrents que requereixen QdS i que tenen un "contracte" negociat amb el controlador de xarxa. El G.hn també suporta operacions sense QdS mitjançant “Contention-baset Time Slots”.

## Procediments de QdS
Avui en dia, Internet és una sèrie de punts d'intercanvi interconnectant xarxes privades, i no una xarxa en si. La xarxa d'Internet és propietat de diferents proveidors de serveix de xarxa, i no pas d'una sola entitat.
El seu comportament és molt més estocàstic i impossible de predir.
Tanmateix, els grups de recerca busquen procediments de QdS per poder aplicar-los a xarxes globals.
Hi ha 2 principals models de QdS en les xarxes per commutació de paquets: un sistema parametritzat basat en els requeriments de les aplicacions per accedir a la xarxa i un sistema de prioritats on cada paquet determina la prioritat que té dins la xarxa. A Internet, els serveis integrats (Integrated Services o “IntServ”) implementen el model parametritzat. En aquest model, les aplicacions fan servir el Resource Reservation Protocol (Rsvp) per demanar i reservar els recursos a la xarxa.
Els Serveis Diferenciats (Differentiated Services o “DiffServ”) implementen el model de prioritats. Marquen els paquets depenent del tipus de servei que necessiten. En resposta a aquestes marques, els routers i els commutadors fan servir diverses estratègies d'encuament per adequar-se als requeriments.

## Solucions QdS
El projecte de recerca PlaNetS amplia les arquitectures de QdS actuals per proporcionar QdS d'extrem a extrem. D'aquesta manera, depenent del jitter que imposen els nodes de la xarxa, es defineixen 4 classes de QdS (a part de la classe “best effort”), dues classes elàstiques i dues inelàstiques.
D'aquesta manera, s'obtenen els beneficis següents:
- Es pot predir el retard d'extrem a extrem, així com el nombre de paquets que es perdran
- És fàcil d'implementar amb l'ajut de la web[2] PlaNetS
- Els nodes no ofereixen cap inconvenient a l'hora d'aplicar la solució
- Els usuaris aprecien la diferència de qualitat.